# Parakiefferiella tamatriangulata
Parakiefferiella tamatriangulata är en tvåvingeart som beskrevs av Sasa 1981. Parakiefferiella tamatriangulata ingår i släktet Parakiefferiella och familjen fjädermyggor. Inga underarter finns listade i Catalogue of Life.